# KLT-Reaktor
Der KLT-Reaktor ist ein russischer Kernreaktor, der in dem eisgängigen Frachtschiff Sevmorput sowie den Atomeisbrechern der Taimyr-Klasse zum Einsatz kommt.

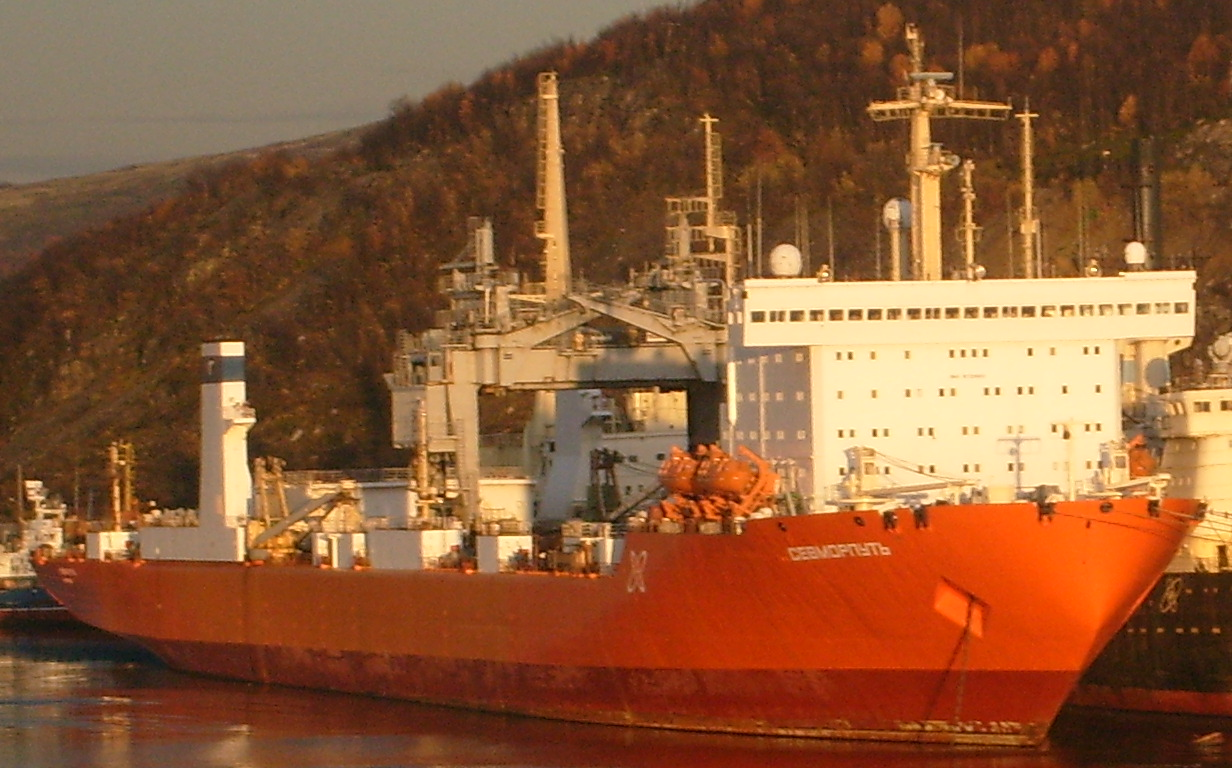
Frachtschiff Sevmorput

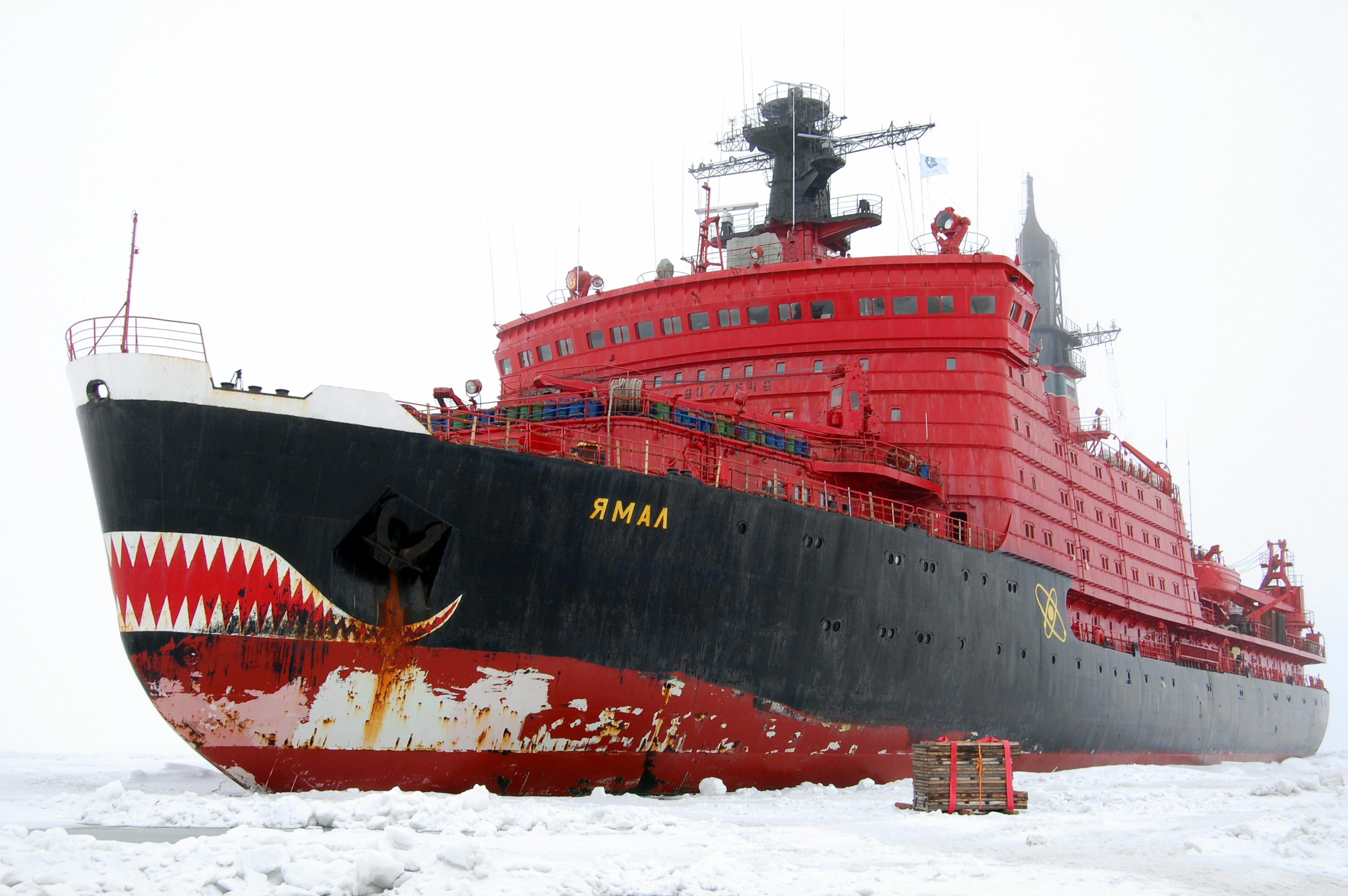
Atomeisbrecher Yamal

Entwickelt wurde er von OKBM auf Basis der OK-900A Baureihe. Es handelt sich um einen Druckwasserreaktor der dritten Generation, der mit 241 bis 274 Brennelementen beladen wird. Die Brennelemente bestehen aus 30 bis 40 Prozent angereichertem Uran. Das Modell KLT-40 hat eine thermische Leistung von 135 MW und KLT-40M kommt auf 171 MW.
Die Variante KLT-40S nutzt aus Nonproliferationsgründen niedrig-angereichertes Uran (LEU <20 %) mit durchschnittlich 14,1 % Uran-235. Es werden im Reaktorkern 1273 kg Uran als Cermet in 121 Brennelementen eingesetzt, die als hexagonal geformte Kassetten aus Zirkonium-umhüllten Brennstäben mit 6,8 mm Durchmesser aufgebaut sind. Die Brennelemente des Reaktors müssen durchschnittlich alle drei bis vier Jahre ausgetauscht werden, der Abbrand beträgt 45,4 MW·d/kg U. Der Reaktivitätsüberschuss wird im Brennelement durch einen Gadolinium basierten Absorber kompensiert, der im Zuge des voranschreitenden Abbrands verzehrt wird und schrittweise seine Wirkung verliert. Der Reaktorkern ist 1,2 m hoch und misst 1,22 m im Durchmesser. Er verfügt über 8 Steuerstäbe und 3 Schnellabschaltstäbe aus Dysprosiumtitanat und Borcarbid, zusätzlich kann zur Reaktivitätssteuerung Cadmiumnitrat ins Primärwasser gegeben werden. Das Reaktordruckgefäß ist knapp 4 m hoch und hat einen Innendurchmesser von 1,92 m bei einer Wandstärke von 12,8 cm; es wiegt 70,5 Tonnen.
Der Druckwasserreaktor produziert bei einem Betriebsdruck von 12,7 MPa und -temperaturen von 280 °C (Rücklauf) bis 316 °C (Vorlauf) eine thermische Leistung von 150 MW, die Leistungsdichte im Kern beträgt ca. 120 MW/m3. Im Primärkreislauf wird die Wärme über 4 Hauptpumpen und 4 Dampferzeuger in den Sekundärkreislauf abgegeben. Die Primärpumpen können jeweils bis zu 870 m3/h umwälzen, sie haben zwei Stufen. Die Dampfparameter sind 3,8 MPa bei 290 °C; der Massenstrom bei Nennleistung beträgt 67 kg/s. Pro Dampferzeuger stehen 284 m2 Wärmeübertragerfläche zur Verfügung, die als Rohrbündelwärmeübertrager mit 100 gewendelten Rohren von 22 mm Durchmesser aus einer Titanlegierung aufgebaut ist. Der Sekundärkreislauf strömt hierbei durch die Rohre, das primäre Druckwasser außerhalb durch den Dampferzeuger.
Die zugehörige zweistufige Turbine ist eine Entnahmekondensationsturbine, die bis zu 85 MW Nutzwärme (73 Gcal/h) abgeben kann. Sie ist mit einem 43,75 MVA Generator gekoppelt (80 t), der bei 50 Hz und 10,5 kV einspeist. Die elektrische Nennleistung beträgt 35 MW (brutto), die elektrische Nettoleistung nach Abzug des Eigenverbrauchs (z. B. für die Pumpen) ist 32 MW. Der Reaktor ist für den Lastfolgebetrieb ausgelegt und hat einen elektrischen Wirkungsgrad von 23,3 %.
In Sankt Petersburg wurde das Kernkraftwerk Akademik Lomonossow als erstes russisches schwimmendes Kernkraftwerk mit zwei KLT-40S gebaut, die eine Gesamtkapazität von 70 MW haben. Baubeginn der antriebslosen Plattform war am 15. April 2007. Im Juli 2019 wurde das Schiff offiziell übergeben und im September zum neuen Anlegeplatz bei der Hafenstadt Pewek geschleppt; der kommerzielle Regelbetrieb begann im Mai 2020.